# Typhloburista
Typhloburista is een geslacht van hooiwagens uit de familie Assamiidae.
De wetenschappelijke naam Typhloburista is voor het eerst geldig gepubliceerd door Lawrence in 1947. 

## Soorten
Typhloburista is monotypisch en omvat slechts de volgende soort:
- Typhloburista pusilla